# 格奧爾基·巴爾布 (職業足球員)
格奧爾基·巴爾布（羅馬尼亞語：Gheorghe Barbu，1968年7月20日—2021年10月31日）是一名羅馬尼亞職業足球員，司職前鋒和中場。